# Tot, kto čitaet mysli
Tot, kto čitaet mysli (in russo Менталист?) è una serie televisiva russa del 2015. È il remake della serie televisiva statunitense The Mentalist.

## Trama
La serie è tratta dalla serie TV The Mentalist. Danil Romanov, consulente del Rusia Bureau of Investigation, utilizza le sue raffinate capacità di osservazione per risolvere i casi e per catturare l'assassino della moglie e della figlia.

## Episodi
| Stagione       | Episodi | Prima TV Russia | Prima TV in italiano |
| -------------- | ------- | --------------- | -------------------- |
| Prima stagione | 16      | 2015            | inedita              |